# Germantown (Kentucky)
Germantown és una població dels Estats Units a l'estat de Kentucky. Segons el cens del 2000 tenia 190 habitants.

## Demografia
Segons el cens del 2000, Germantown tenia 190 habitants, 81 habitatges, i 55 famílies. La densitat de població era de 271,7 habitants/km².
Dels 81 habitatges en un 29,6% hi vivien nens de menys de 18 anys, en un 60,5% hi vivien parelles casades, en un 6,2% dones solteres, i en un 30,9% no eren unitats familiars. En el 27,2% dels habitatges hi vivien persones soles el 14,8% de les quals corresponia a persones de 65 anys o més que vivien soles. El nombre mitjà de persones vivint en cada habitatge era de 2,35 i el nombre mitjà de persones que vivien en cada família era de 2,77.
Per edats la població es repartia de la següent manera: un 22,6% tenia menys de 18 anys, un 7,9% entre 18 i 24, un 32,1% entre 25 i 44, un 17,9% de 45 a 60 i un 19,5% 65 anys o més.
L'edat mediana era de 39 anys. Per cada 100 dones de 18 o més anys hi havia 86,1 homes.
La renda mediana per habitatge era de 27.500 $ i la renda mediana per família de 32.500 $. Els homes tenien una renda mediana de 20.833 $ mentre que les dones 22.813 $. La renda per capita de la població era de 16.973 $. Entorn del 9,7% de les famílies i l'11,8% de la població estaven per davall del llindar de pobresa.

## Poblacions properes
El següent diagrama mostra les poblacions més properes.